# Igreja da Misericórdia de Alegrete
A Igreja da Misericórdia de Alegrete, ou Capela da Santa Casa da Misericórdia de Alegrete, localiza-se junto à Igreja Matriz de Alegrete, no centro de Alegrete, no Município de Portalegre, no Distrito de Portalegre, em Portugal.

## História
É um edifício do século XVII.
Em nossos dias tem a função de casa mortuária.

## Características
Apresenta caracteristicas semelhantes às da Igreja Matriz de Alegrete, sendo nitidamente maneirista, ou seja, aproximando-se claramente da influência italiana.
A sua fachada, voltada para Norte, para além de ser ladeada por dois pilares, tem como remate um pináculo (a parte mais elevada de um edíficio) de cada lado, termina em triângulo. A fachada tem ainda a presença de uma janela loculada.
Em relação ao seu interior, é composta por uma única nave, a qual apresenta três altares com diversas imagens.
À semelhança da igreja matriz, também esta sofreu alterações no seu interior, nomeadamente nos altares que são do século XVIII.
A capela tem uma sineta com a seguinte inscrição: "I S H Maria Ioseph M DCC XXXX".